# Новошахово
Новошахово (баш. Яңы Шах) — село в Ермекеевском районе Республики Башкортостан Российской Федерации. Входит в состав Восьмомартовского сельсовета.

## География

### Географическое положение
Расстояние до:
- районного центра (Ермекеево): 47 км,
- центра сельсовета (Село имени 8 Марта): 15 км,
- ближайшей ж/д станции (Талды-Булак): 6 км.

## Население
| 2002 | 2009 | 2010 |
| ---- | ---- | ---- |
| 296  | ↘294 | ↘262 |

Национальный состав
Согласно переписи 2002 года, преобладающие национальности — татары (65 %), башкиры (31 %).

## Известные уроженцы
- Мазитов Гали Ахметович — участник Великой Отечественной войны, старший штурман авиационной дивизии, гвардии майор, Герой Советского Союза, почётный гражданин Ялты.